# Sarah Island (Massachusetts)
Sarah Island ist eine Insel in der Hingham Bay im Boston Harbor. Sie liegt 12 mi (19,3 km) vom Bostoner Stadtzentrum entfernt auf dem Gebiet des Bundesstaats Massachusetts der Vereinigten Staaten. Sarah Island verfügt über eine Fläche von ca. 4,6 Acres (ca. 1,9 ha), wird von der Stadt Hingham verwaltet und ist Teil der Boston Harbor Islands National Recreation Area.

## Geographie

### Geologie
Die Insel besteht zum größten Teil aus dem lokal vorkommenden Gesteinskonglomerat Roxbury Puddingstone sowie Geschiebemergel und ragt bis zu 30 ft (9,1 m) aus dem Wasser auf.

### Flora und Fauna
Auf der Insel wachsen große Bäume wie Ahorne, Eichen, Linden, Ulmen, Zedern, Zürgelbäume, Spätblühende Traubenkirschen, Kreuzdorne und Rhus. Abgestorbene Bäume dienen Vögeln wie Kormoranen, Silberreihern und Möwen als Ansitz.

## Geschichte
Die Insel wurde bereits von den Indianern saisonal genutzt. Die europäischen Kolonisten fällten die Bäume auf der Insel, um Brennholz zu gewinnen. Bevor John Langlee die Insel im Jahr 1686 erwarb, war sie auch als Sailor’s Island bzw. Sayles's bekannt. Später ging sie in das Eigentum von John R. Brewer über, und einer seiner Nachfahren übereignete sie schließlich an die Stadt Hingham.

## Sehenswürdigkeiten
Die Insel bietet keine besonderen Sehenswürdigkeiten. Die Behörden raten im Gegenteil davon ab, sich ihr zu nähern, insbesondere während der Brutzeit der dort lebenden Vögel.